# Bukit Tongkatcabang
Bukit Tongkatcabang är en kulle i Indonesien.   Den ligger i provinsen Aceh, i den västra delen av landet, 1 700 km nordväst om huvudstaden Jakarta. Toppen på Bukit Tongkatcabang är 62 meter över havet.
Terrängen runt Bukit Tongkatcabang är platt åt nordost, men åt sydväst är den kuperad. Runt Bukit Tongkatcabang är det tätbefolkat, med 276 invånare per kvadratkilometer. Närmaste större samhälle är Lhokseumawe, 13,0 km nordost om Bukit Tongkatcabang. I omgivningarna runt Bukit Tongkatcabang växer i huvudsak städsegrön lövskog.